# Ел Дера (Илиноис)
Ел Дера (енгл. El Dara) град је у америчкој савезној држави Илиноис.

## Демографија
По попису из 2010. године број становника је 78, што је 11 (-12,4%) становника мање него 2000. године.
| Група             | 2000.       | 2010.      |
| Белци             | 89 (100,0%) | 76 (97,4%) |
| Афроамериканци    | 0 (0,0%)    | 0 (0,0%)   |
| Азијати           | 0 (0,0%)    | 2 (2,6%)   |
| Хиспаноамериканци | 0 (0,0%)    | 0 (0,0%)   |
| Укупно            | 89          | 78         |